# Nannaria wilsoni
Nannaria wilsoni är en mångfotingart som beskrevs av Hoffman 1949. Nannaria wilsoni ingår i släktet Nannaria och familjen Xystodesmidae. Inga underarter finns listade i Catalogue of Life.